# Laro Sollero
Pour les articles homonymes, voir Sollero.
Laro Sollero (né à Paris 18e le 9 avril 1937 et mort à Paris 17e le 10 avril 2002) est un guitariste de jazz français.

## Biographie
Très influencé par Django Reinhardt à ses débuts, il a, à l'instar de ses contemporains René Thomas et René Mailhes, vite opté pour le bebop et la guitare électrique après l'écoute de Charlie Parker et surtout de Jimmy Raney, dont il relève les phrases avec René Thomas. Avec son cousin René Mailhes, il accompagne les débuts guitaristiques du jeune Babik Reinhardt. Les trois font par ailleurs partie des Glenners, orchestre de Rock 'n' roll dirigé par Jack Glenn (alias Jacques Verrières).
Enrôlé par les pentecôtistes (en 1970) qui lui interdisent de jouer du jazz, il passe la fin de sa vie en respectant cette interdiction, avant de mettre fin à ses jours à l'âge de 65 ans.
Son influence sur des guitaristes français tels que Boulou Ferré, Babik Reinhardt et Christian Escoudé est considérable.

## Discographie
Laro Sollero n'a jamais officiellement enregistré, si ce n'est sur un 45-tours de cantiques pentecôtistes, où il joue des phrases bebop. Il existe également des bandes de duos avec Alain Antonietto à la guitare rythmique, d'autres avec Boulou Ferré.

## Hommages
- (fr) Portrait de Laro Sollero et hommage rendu par Alain Antonietto sur Django Station
- (fr) Boulou Ferré lui a rendu hommage en composant et en interprétant le thème Laro figurant sur l'album Three Of A Kind du Trio Gitan (Boulou Ferré, Babik Reinhardt, Christian Escoudé).